# Mistrzostwa Europy w biegu na 100 km 1992
1. Mistrzostwa Europy w biegu na 100 km 1992 – zawody lekkoatletyczne, które odbyły się 12 września 1992 w Winschoten, Holandia.

## Medaliści
|                         | 1. miejsce      | Rezultat | 2. miejsce            | Rezultat | 3. miejsce             | Rezultat |
| Mężczyźni indywidualnie | Jean-Paul Praet | 6:16:41  | Konstantin Santałow   | 6:28:45  | Bruno Scelsi           | 6:42:40  |
| Kobiety indywidualnie   | Hilary Walker   | 7:55:12  | Viviane Vanderhaeghen | 7:59:19  | Eleanor Adams-Robinson | 8:06:18  |

## Reprezentacja Polski

### Mężczyźni
| Miejsce | Zawodnik             | Klub        | Rezultat |
| 10.     | Piotr Wadas          | -           | 7:02:03  |
| 11.     | Maciej Ciepłak       | RMKS Rybnik | 7:02:04  |
| 14.     | Jan Szumiec          | -           | 7:10:20  |
| 20.     | Zbigniew Bogdanowicz | -           | 7:25:12  |
| 32.     | Janusz Zaremba       | -           | 8:17:27  |
| 36.     | Henryk Szymków       | -           | 8:26:30  |
| 45.     | Andrzej Jabłoński    | -           | 8:58:10  |
| 69.     | Jerzy Bednarz        | -           | 9:54:57  |